# Crenadactylus occidentalis
El gecko sin garras del oeste (Crenadactylus occidentalis) es una especie de gecko del género Crenadactylus, perteneciente a la familia Diplodactylidae. Fue descrita científicamente por Doughty, Ellis y Oliver en 2016.

## Distribución
Se encuentra en Australia (Australia Occidental).